# Electa Arenal
Elena Electa Arenal y Huerta  (Ciudad de México, México, 16 de mayo de 1935-Ciudad de México, 12 de junio de 1969), fue una pintora muralista, escultora y poeta mexicana. Su obra es famosa por haber plasmado contenido social en edificios de la Ciudad de México y de la Ciudad de Holguín, Cuba. y haber fundado la primera escuela de escultura en la Cuba revolucionaria. Pese a su prolífica producción artística, Electa vio interrumpida su carrera en 1969, a los 34 años, al caer de un andamio a 18 metros de altura en el Polyforum Cultural Siqueiros, lo que causó su muerte instantánea.

## Biografía
Hija de Leopoldo Arenal cuñado de David Alfaro Siqueiros y de Elena Huerta Muzquiz muralista saltillense, quienes fueron miembros de la Liga de Escritores y Artistas Revolucionarios y del partido comunista Mexicano; su madre formó parte del Taller de la Gráfica Popular. En este contexto, Electa nace en el seno del círculo artístico mexicano del siglo XX.
Por razones políticas, residió en la Unión Soviética junto con su madre y su hermana Sandra Arenal activista, feminista y escritora, entre 1941 y 1945, periodo en el que se desarrollaba la Segunda Guerra Mundial, formándose así bajo los ideales políticos de izquierda. Una vez terminado el conflicto, Electa regresa junto con su familia a México e ingresa a la Escuela Nacional de Pintura, Escultura y Grabado «La Esmeralda» y, posteriormente, a la Academia de San Carlos, estudiando artes plásticas.
Esposa del Arquitecto Gustavo Vargas Escobosa quien pertenecía al partido comunista en esa época y con quien procreó dos hijos; Leopoldo Valentin Vargas Arenal (1955) y Silvestre Emiliano Vargas Arenal (fotógrafo )(1958).

## Trabajo en México y Cuba

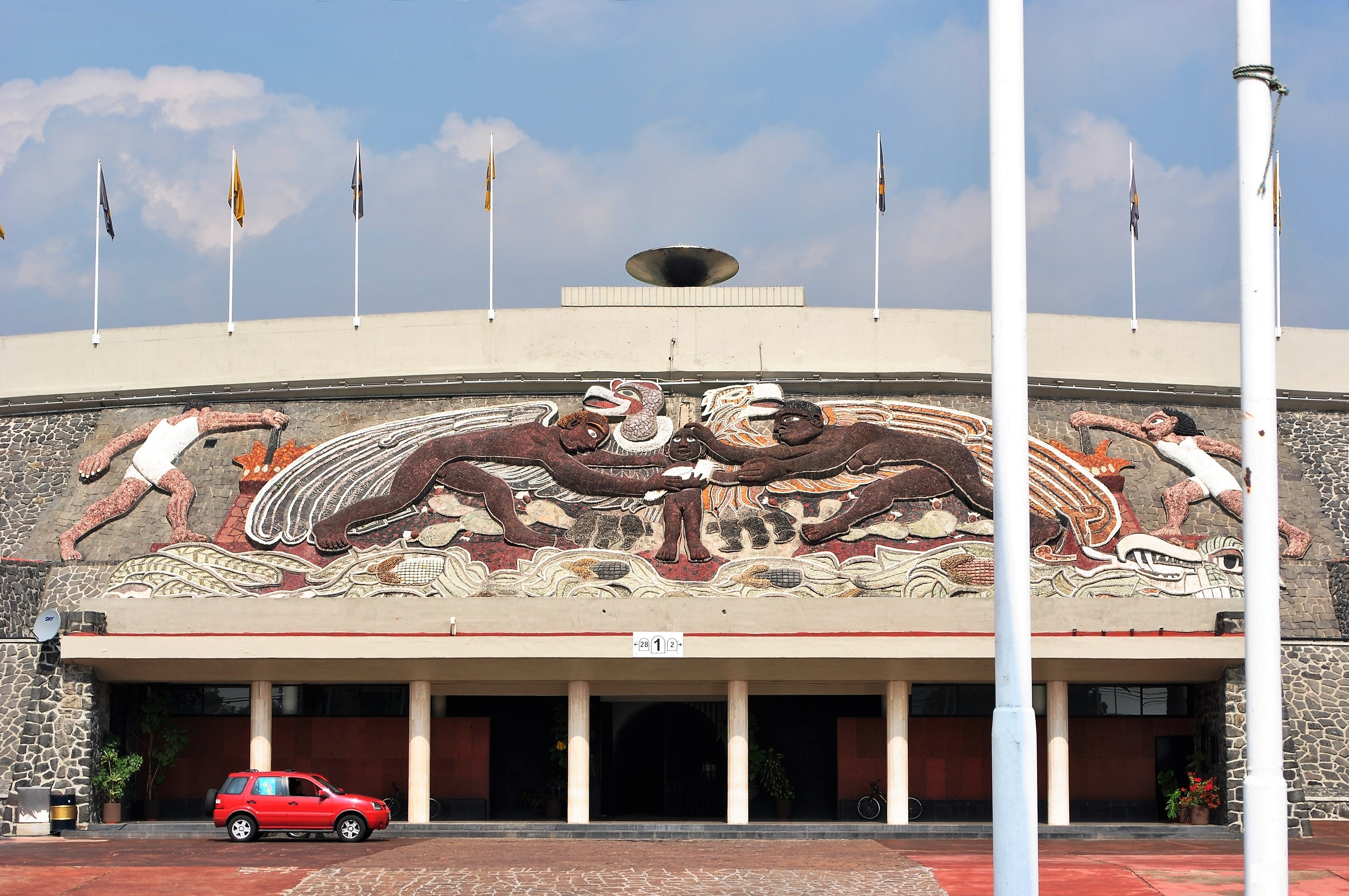
Entrada principal del Estadio Olímpico Universitario y mural.

### México (1945-1961)
Como muralista, se formó con su madre, Elena Huerta, a quien asistió en los frescos de la Universidad Autónoma Agraria Antonio Narro entre 1951 y 1952 en la ciudad de Saltillo, Coahuila. Un año más tarde, colaboró con Diego Rivera en los murales exteriores del Estadio Olímpico de Ciudad Universitaria. Posteriormente, formó parte del taller Escuela Siqueiros, participando en la realización de los murales del Polyforum Cultural Siqueiros 1968-69 y en la Sala de la Revolución del Museo Nacional de Historia1966-67.

### Cuba (1961-1965)

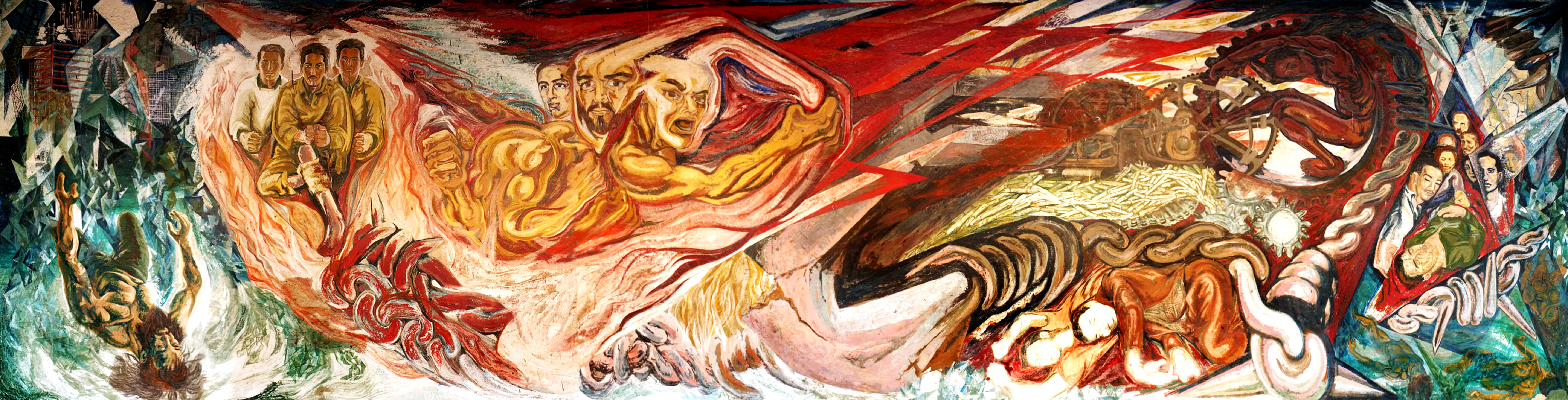
Mural Revolución Cubana en el museo la Periquera, Holguin.

Su obra como muralista independiente, la realizó en la ciudad de Holguín, Cuba, a donde se trasladó animada por los ideales de la Revolución cubana de 1959. En la isla, realizó una prolífica obra que incluye los murales escultóricos Canto a la Revolución (1962), Átomos y niños (1963) y Revolución Cubana  (1965); así como otros murales en bajo relieve como Infancia (1963), Maternidad (1964) y Palomas (1965). Mención especial, recibe el mural pintado en el Hospital Lenin, Mural geométrico, que destaca por su técnica realizada en mármoles de varios colores.
Asimismo, durante su estadía, fundó en compañía de un grupo de intelectuales el Taller Experimental de Escultura, conformado por artistas, artesanos y peones, iniciando así el muralismo escultórico revolucionario en Cuba.
Anualmente la ciudad de Holguinentrega la distinción Electra Arenal Huerta que otorga el Centro Provincial de Artes Plásticas de Holguín, junto con la Dirección Provincial de Cultura, para estimular a artistas, autores, investigadores e instituciones.

### México (1965-1969)

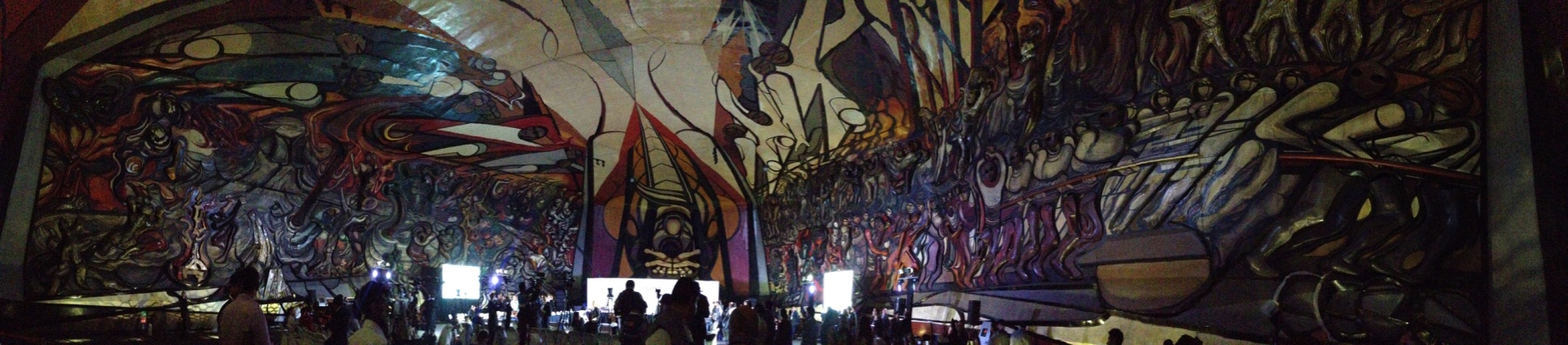
Foto panorámica del interior del Polyforum Cultural Siqueiros.

En 1965 regresó a México donde realizó el proyecto escultórico Carranza ecuestre para el Gobierno de Coahuila, y en 1968, Los Remeros para la Ruta de la Amistad en las instalaciones olímpicas junto al canal de Cuemanco (actualmente se llama Virgilio Uribe) en Xochimilco; esta obra inicialmente sería el final de la ruta de la amistad y se construiría alrededor del reloj de tiempos que se encuentra en la isleta de Cuemanco, por alguna razón (política?) el presupuesto aceptado inicialmente se recortó casi a cero, quedando al final la escultura de los remeros, cuya base estaba cubierta de planchas de mármol.que posteriormente desaparecieron. 
El 12 de junio de 1969, mientras asistía al muralista David Alfaro Siqueiros en la realización del mural del Polyforum, cayó de un andamio de 15 metros y perdió la vida a los 34 años, su padre Leopoldo Arenal Bastar (quien encabezara el primer atentado contra Trotsky), su tío David Alfaro Siqueiros y su sobrino David Constantino Rodríguez Alfaro Siqueiros presenciaron la escena de su trágico fallecimiento. Dos años más tarde Siqueiros realizó una exposición retrospectiva sobre la obra de su sobrina, sobre la obra de la artista, el propio Siqueiros comenta lo siguiente:

«[…] (Electa) Estaba plenamente convencida de que en el arte público el mensaje tiene importancia definitiva y que la médula filosófica, ideológica del mensaje es lo que determina la forma de la obra […] Quería ser útil a una mayoría porque tenía arraigados principios políticos. No olvidaba la guerra, la opresión, la discriminación, la injusticia, el genocidio, por eso se aferraba a lo más positivo de su hacer artístico en la plástica y en la poesía».

## Obra en Cuba
- Palomas y balcones. Holguín, 1961.
- Conjunto escultórico Canto a la Revolución. Las Tunas, 1962.
- Átomos y niños. Las Tunas, 1963.
- Monumento a las Pascuas Sangrientas. Holguín, 1963.
- Autorretrato. Holguín, 1963.
- Infancia. Holguín, 1963.
- Terracotas. Holguín, 1963.
- Maternidad. Holguín, 1964.
- Mural geométrico en mármoles de colores. Holguín, 1965.
- Serie La Familia. Holguín, 1965
- Lumumba. Santiago de Cuba, 1965
- Ángel. Chaparra, 1965.[9]